# Вазенбах
Вазенбах (њем. Wasenbach) општина је у њемачкој савезној држави Рајна-Палатинат. Једно је од 137 општинских средишта округа Рајн-Лан. Према процјени из 2010. у општини је живјело 354 становника. Посједује регионалну шифру (AGS) 7141133.

## Географски и демографски подаци
Вазенбах се налази у савезној држави Рајна-Палатинат у округу Рајн-Лан. Општина се налази на надморској висини од 200 метара. Површина општине износи 2,4 km². У самом мјесту је, према процјени из 2010. године, живјело 354 становника. Просјечна густина становништва износи 148 становника/km².